# Campionato mondiale di hockey su ghiaccio Under-20 2006
Il 30º Campionato mondiale di hockey su ghiaccio U-20 è stato assegnato dall'International Ice Hockey Federation al Canada, che lo ha ospitato nelle città di Vancouver, Kelowna e Kamloops nel periodo tra il 26 dicembre 2005 e il 5 gennaio 2006. Questa è la settima volta che il torneo viene ospitato nel paese dopo i campionati del 1978, del 1986, del 1991, del 1995, del 1999 e del 2003. Per la prima volta i mondiali si svolgono in ben tre città differenti, tutte all'interno della Columbia Britannica, e in particolare Vancouver ha ospitato l'evento in due diversi palazzetti, il General Motors Place e il Pacific Coliseum. Nella finale il Canada ha sconfitto la Russia per 5-0 e si è aggiudicato il secondo titolo consecutivo, il terzo conquistato in un mondiale disputatosi in casa.

## Campionato di gruppo A

### Stadi
- Il General Motors Place di Vancouver è un'arena indoor completata nel 1995 ed ospita le partite casalinghe dei Vancouver Canucks, squadra militante in National Hockey League, e ha ospitato inoltre i Vancouver Grizzlies della NBA. Possiede 16.996 posti a sedere per l'hockey.
- Il Pacific Coliseum di Vancouver è un'arena coperta situata a Vancouver. Completata nel 1968, durante le partite di hockey su ghiaccio può arrivare a contenere fino a 16.281 spettatori. Perse molto della sua attrattiva in seguito all'inaugurazione del General Motors Place.
- L'Interior Savings Centre di Kamloops, costruito nel 1992 è la sede degli incontri casalinghi dei Kamloops Blazers, squadra della WHL. Può ospitare fino a 5.658 spettatori.
- Il Prospera Place di Kelowna, inaugurato nel 1999, Kelowna Rockets, squadra della WHL. Contiene 6.886 posti a sedere.

### Partecipanti
Al torneo prendono parte 10 squadre:
| 8 dall'Europa     | Finlandia | Lettonia    | Norvegia | Rep. Ceca |
| 8 dall'Europa     | Russia    | Slovacchia  | Svezia   | Svizzera  |
| 2 dal Nordamerica | Canada    | Stati Uniti |          |           |

### Gironi preliminari
Le dieci squadre partecipanti sono state divise in due gironi da 5 cinque squadre ciascuno: le compagini che si classificano al primo posto nel rispettivo girone si qualificano direttamente alle semifinali. La seconda e la terza classifica di ciascun raggruppamento disputano invece i quarti di finale. La quarta e la quinta giocano infine un ulteriore girone al termine del quale le ultime due classificate vengono retrocesse in Prima Divisione.

#### Girone A
| Vancouver 26 dicembre 2005, ore 16:00 UTC-8 | Finlandia | 1 – 5 (0-2; 0-2; 1-1) referto | Canada | Pacific Coliseum (16.083 spett.) |

| Vancouver 26 dicembre 2005, ore 20:00 UTC-8 | Norvegia | 2 – 11 (0-3; 1-5; 1-3) referto | Stati Uniti | Pacific Coliseum (12.232 spett.) |

| Vancouver 27 dicembre 2005, ore 19:00 UTC-8 | Svizzera | 2 – 0 (0-0; 1-0; 1-0) referto | Norvegia | Pacific Coliseum (11.976 spett.) |

| Vancouver 28 dicembre 2005, ore 16:00 UTC-8 | Canada | 4 – 3 (2-1; 2-1; 0-1) referto | Svizzera | Pacific Coliseum (16.123 spett.) |

| Vancouver 28 dicembre 2005, ore 20:00 UTC-8 | Stati Uniti | 6 – 5 (3-2; 2-1; 1-2) referto | Finlandia | Pacific Coliseum (12.209 spett.) |

| Vancouver 29 dicembre 2005, ore 16:00 UTC-8 | Norvegia | 0 – 4 (0-1; 0-3; 0-0) referto | Canada | Pacific Coliseum (16.083 spett.) |

| Vancouver 30 dicembre 2005, ore 16:00 UTC-8 | Stati Uniti | 2 – 2 (2-0; 0-0; 0-2) referto | Svizzera | Pacific Coliseum (12.130 spett.) |

| Vancouver 30 dicembre 2005, ore 20:00 UTC-8 | Finlandia | 9 – 1 (7-0; 1-1; 1-0) referto | Norvegia | Pacific Coliseum (10.776 spett.) |

| Vancouver 31 dicembre 2005, ore 16:00 UTC-8 | Canada | 3 – 2 (2-1; 0-1; 1-0) referto | Stati Uniti | Pacific Coliseum (16.083 spett.) |

| Vancouver 31 dicembre 2005, ore 20:00 UTC-8 | Svizzera | 1 – 4 (0-1; 0-0; 1-3) referto | Finlandia | Pacific Coliseum (8.335 spett.) |

| Pos. |             | PG | V | N | P | GF | GS | DR  | Pt | Accede a             |
| 1.   | Canada      | 4  | 4 | 0 | 0 | 16 | 6  | +10 | 8  | Semifinali           |
| 2.   | Stati Uniti | 4  | 2 | 1 | 1 | 21 | 12 | +9  | 5  | Quarti di finale     |
| 3.   | Finlandia   | 4  | 2 | 0 | 2 | 19 | 13 | +6  | 4  | Quarti di finale     |
| 4.   | Svizzera    | 4  | 1 | 1 | 2 | 8  | 10 | -2  | 3  | Girone Retrocessione |
| 5.   | Norvegia    | 4  | 0 | 0 | 4 | 3  | 30 | -27 | 0  | Girone Retrocessione |

#### Girone B
| Kamloops 26 dicembre 2005, ore 19:00 UTC-8 | Lettonia | 1 – 5 (1-2; 0-3; 0-0) referto | Rep. Ceca | Interior Savings Centre (4.653 spett.) |

| Kelowna 26 dicembre 2005, ore 19:00 UTC-8 | Svezia | 1 – 5 (1-2; 0-1; 0-2) referto | Russia | Prospera Place (5.982 spett.) |

| Kelowna 27 dicembre 2005, ore 19:00 UTC-8 | Slovacchia | 7 – 4 (2-0; 4-3; 1-1) referto | Lettonia | Prospera Place (5.790 spett.) |

| Kamloops 28 dicembre 2005, ore 19:00 UTC-8 | Rep. Ceca | 2 – 3 (0-2; 1-1; 1-0) referto | Svezia | Interior Savings Centre (5.323 spett.) |

| Kelowna 28 dicembre 2005, ore 19:00 UTC-8 | Russia | 6 – 2 (5-1; 0-1; 1-0) referto | Slovacchia | Prospera Place (5.948 spett.) |

| Kamloops 29 dicembre 2005, ore 19:00 UTC-8 | Lettonia | 1 – 3 (0-2; 1-1; 0-0) referto | Russia | Interior Savings Centre (4.831 spett.) |

| Kelowna 30 dicembre 2005, ore 19:00 UTC-8 | Rep. Ceca | 5 – 3 (3-1; 1-0; 1-2) referto | Slovacchia | Prospera Place (1.154 spett.) |

| Kamloops 30 dicembre 2005, ore 19:00 UTC-8 | Svezia | 10 – 2 (4-1; 3-0; 3-1) referto | Lettonia | Interior Savings Centre (4.797 spett.) |

| Kamloops 31 dicembre 2005, ore 19:00 UTC-8 | Slovacchia | 0 – 6 (0-2; 0-2; 0-2) referto | Svezia | Interior Savings Centre (4.712 spett.) |

| Kelowna 31 dicembre 2005, ore 19:00 UTC-8 | Russia | 7 – 2 (1-0; 1-0; 5-2) referto | Rep. Ceca | Prospera Place (6.027 spett.) |

| Pos. |            | PG | V | N | P | GF | GS | DR  | Pt | Accede a             |
| 1.   | Russia     | 4  | 4 | 0 | 0 | 21 | 6  | +15 | 8  | Semifinali           |
| 2.   | Svezia     | 4  | 3 | 0 | 1 | 20 | 9  | +11 | 6  | Quarti di finale     |
| 3.   | Rep. Ceca  | 4  | 2 | 0 | 2 | 14 | 14 | 0   | 4  | Quarti di finale     |
| 4.   | Slovacchia | 4  | 1 | 0 | 3 | 12 | 21 | -9  | 2  | Girone Retrocessione |
| 5.   | Lettonia   | 4  | 0 | 0 | 4 | 8  | 25 | -17 | 0  | Girone Retrocessione |

### Girone per non retrocedere
Le ultime due classificate di ogni raggruppamento si sfidano in un girone all'italiana di sola andata. Le prime due classificate guadagnano la permanenza nel Gruppo A, mentre le ultime vengono retrocesse in Prima Divisione. Le sfide tra squadre provenienti dallo stesso girone si disputano, ma tutte le squadre ereditano i punti e la differenza reti delle partite precedentemente giocate. Pertanto Svizzera e Slovacchia partono da 3 punti in virtù delle vittorie rispettivamente su Norvegia e Lettonia.
| Vancouver 2 gennaio 2006, ore 13:00 UTC-8 | Svizzera | 5 – 2 (1-0; 2-1; 2-1) referto | Lettonia | Pacific Coliseum (7.616 spett.) |

| Vancouver 3 gennaio 2006, ore 13:00 UTC-8 | Slovacchia | 4 – 3 (1-1; 2-2; 1-0) referto | Norvegia | Pacific Coliseum (5.038 spett.) |

| Vancouver 4 gennaio 2006, ore 12:00 UTC-8 | Lettonia | 4 – 0 (1-0; 2-0; 1-0) referto | Norvegia | Pacific Coliseum (4.540 spett.) |

| Vancouver 4 gennaio 2006, ore 16:00 UTC-8 | Svizzera | 3 – 3 (2-1; 1-0; 0-2) referto | Slovacchia | Pacific Coliseum (6.667 spett.) |

| Pos. |            | PG | V | N | P | GF | GS | DR | Pt |
| 1.   | Svizzera   | 3  | 2 | 1 | 0 | 10 | 5  | +5 | 5  |
| 2.   | Slovacchia | 3  | 2 | 1 | 0 | 14 | 10 | +4 | 5  |
| 3.   | Lettonia   | 3  | 1 | 0 | 2 | 10 | 12 | -2 | 2  |
| 4.   | Norvegia   | 3  | 0 | 0 | 3 | 3  | 10 | -7 | 0  |

### Fase ad eliminazione diretta
|  | Quarti di finale | Quarti di finale | Quarti di finale |  |  | Semifinali | Semifinali  | Semifinali |  |  | Finali          | Finali          | Finali          |
|  |                  |                  |                  |  |  |            |             |            |  |  |                 |                 |                 |
|  |                  |                  |                  |  |  | A1         | Canada      | 4          |  |  |                 |                 |                 |
|  | B2               | Finlandia        | 1                |  |  | B2         | Finlandia   | 0          |  |  |                 |                 |                 |
|  | A3               | Svezia           | 0                |  |  |            |             |            |  |  | A1              | Canada          | 5               |
|  |                  |                  |                  |  |  |            |             |            |  |  | B1              | Russia          | 0               |
|  |                  |                  |                  |  |  | B1         | Russia      | 5          |  |  |                 |                 |                 |
|  | A2               | Stati Uniti      | 2                |  |  | A2         | Stati Uniti | 1          |  |  | Finale 3° posto | Finale 3° posto | Finale 3° posto |
|  | B3               | Rep. Ceca        | 1                |  |  |            |             |            |  |  | B2              | Finlandia       | 4               |
|  |                  |                  |                  |  |  |            |             |            |  |  | A2              | Stati Uniti     | 2               |

#### Quarti di finale
| Vancouver 2 gennaio 2006, ore 16:00 UTC-8 | Svezia | 0 – 1 (d.t.s.) (0-0; 0-0; 0-0) referto | Finlandia | General Motors Place (18.630 spett.) |

| Vancouver 2 gennaio 2006, ore 20:00 | Stati Uniti | 2 – 1 (2-1; 0-0; 0-0) referto | Rep. Ceca | General Motors Place (14.890 spett.) |

#### Semifinali
| Vancouver 3 gennaio 2006, ore 16:00 UTC-8 | Canada | 0 – 4 (0-1; 0-1; 0-2) referto | Finlandia | General Motors Place (18.630 spett.) |

| Vancouver 3 gennaio 2006, ore 20:00 UTC-8 | Russia | 5 – 1 (1-0; 0-0; 4-1) referto | Stati Uniti | General Motors Place (18.630 spett.) |

#### Finale per il 5º posto
| Vancouver 4 gennaio 2006, ore 20:00 UTC-8 | Svezia | 3 – 1 (0-0; 0-0; 3-1) referto | Rep. Ceca | General Motors Place (10.684 spett.) |

#### Finale per il 3º posto
| Vancouver 5 gennaio 2006, ore 12:00 UTC-8 | Finlandia | 4 – 2 (0-1; 2-0; 2-1) referto | Stati Uniti | General Motors Place (15.107 spett.) |

#### Finale
| Vancouver 5 gennaio 2006, ore 16:00 UTC-8 | Russia | 0 – 5 (0-2; 0-2; 0-1) referto | Canada | General Motors Place (18.630 spett.) |

### Classifica marcatori
| Giocatore         | PG | G | A  | Pt | +/- | MP |
| ----------------- | -- | - | -- | -- | --- | -- |
| Phil Kessel       | 7  | 1 | 10 | 11 | 0   | 2  |
| Evgeni Malkin     | 6  | 4 | 6  | 10 | +5  | 12 |
| Lauri Tukonen     | 7  | 3 | 7  | 10 | +9  | 0  |
| Stanislav Lascek  | 6  | 6 | 3  | 9  | +3  | 8  |
| Chris Bourque     | 6  | 5 | 3  | 8  | -1  | 12 |
| Nicklas Bäckström | 6  | 4 | 3  | 7  | +3  | 2  |
| Mathias Joggi     | 6  | 4 | 3  | 7  | -2  | 14 |
| Bobby Ryan        | 7  | 3 | 4  | 7  | -1  | 0  |
| Blake Comeau      | 6  | 3 | 4  | 7  | +7  | 8  |
| Marek Zagrapan    | 6  | 4 | 3  | 7  | +3  | 18 |

### Classifica portieri
| Giocatore      | Min    | TC  | GS | SO | MGS  | Sv%   |
| -------------- | ------ | --- | -- | -- | ---- | ----- |
| Justin Pogge   | 360:00 | 125 | 6  | 3  | 1.00 | 95.20 |
| Daniel Larsson | 249:26 | 83  | 4  | 1  | 0.96 | 95.18 |
| Tuukka Rask    | 369:26 | 216 | 13 | 1  | 2.11 | 93.98 |
| Anton Khudobin | 300:00 | 164 | 11 | 0  | 2.20 | 93.29 |
| Cory Schneider | 359:06 | 182 | 16 | 0  | 2.67 | 91.21 |

### Classifica finale
| Pos | Squadra     |
| --- | ----------- |
| 1   | Canada      |
| 2   | Russia      |
| 3   | Finlandia   |
| 4   | Stati Uniti |
| 5   | Svezia      |
| 6   | Rep. Ceca   |
| 7   | Svizzera    |
| 8   | Slovacchia  |
| 9   | Lettonia    |
| 10  | Norvegia    |

| Promosse nel Gruppo A:         | Germania | Bielorussia |
| Retrocesse in Prima Divisione: | Lettonia | Norvegia    |

#### Riconoscimenti
Riconoscimenti individuali
| Premio                  | Giocatore     |
| ----------------------- | ------------- |
| Miglior giocatore (MVP) | Evgeni Malkin |
| Miglior portiere        | Tuukka Rask   |
| Miglior difensore       | Marc Staal    |
| Miglior attaccante      | Evgeni Malkin |

All-Star Team
| Attacco:  | Evgeni Malkin – Lauri Tukonen – Steve Downie |
| Difesa:   | Luc Bourdon – Jack Johnson                   |
| Portiere: | Tuukka Rask                                  |

## Prima Divisione
Il Campionato di Prima Divisione si è svolto in due gironi all'italiana. Il Gruppo A ha giocato a Bled, in Slovenia, fra l'11 e il 17 dicembre 2005. Il Gruppo B ha giocato a Minsk, in Bielorussia, fra il 12 e il 18 dicembre 2005:

### Gruppo A
| Pos. |           | PG | V | N | P | GF | GS | DR  | Pt |
| 1.   | Germania  | 5  | 5 | 0 | 0 | 20 | 2  | +18 | 10 |
| 2.   | Danimarca | 5  | 3 | 1 | 1 | 20 | 17 | +3  | 7  |
| 3.   | Slovenia  | 5  | 3 | 0 | 2 | 17 | 8  | +9  | 6  |
| 4.   | Francia   | 5  | 1 | 2 | 2 | 8  | 7  | +1  | 4  |
| 5.   | Ucraina   | 5  | 1 | 1 | 3 | 10 | 22 | -12 | 3  |
| 6.   | Giappone  | 5  | 0 | 0 | 5 | 10 | 29 | -19 | 0  |

### Gruppo B
| Pos. |             | PG | V | N | P | GF | GS | DR  | Pt |
| 1.   | Bielorussia | 5  | 4 | 1 | 0 | 24 | 6  | +18 | 9  |
| 2.   | Kazakistan  | 5  | 4 | 0 | 1 | 21 | 8  | +13 | 8  |
| 3.   | Italia      | 5  | 2 | 1 | 2 | 14 | 15 | -1  | 5  |
| 4.   | Polonia     | 5  | 1 | 2 | 2 | 9  | 14 | -5  | 4  |
| 5.   | Austria     | 5  | 0 | 2 | 3 | 5  | 16 | -11 | 2  |
| 6.   | Ungheria    | 5  | 0 | 2 | 3 | 6  | 20 | -14 | 2  |

| Promosse nel Gruppo A:           | Germania | Bielorussia |
| Retrocesse in Seconda Divisione: | Giappone | Ungheria    |

## Seconda Divisione
Il Campionato di Seconda Divisione si è svolto in due gironi all'italiana. Il Gruppo A ha giocato a Bucarest, in Romania, fra il 12 e il 18 dicembre 2005. Il Gruppo B ha giocato a Belgrado, in Serbia e Montenegro, fra il 10 e il 16 gennaio 2006:

### Gruppo A
| Pos. |               | PG | V | N | P | GF | GS | DR  | Pt |
| 1.   | Regno Unito   | 5  | 5 | 0 | 0 | 53 | 3  | +50 | 10 |
| 2.   | Paesi Bassi   | 5  | 3 | 1 | 1 | 38 | 8  | +30 | 7  |
| 3.   | Romania       | 5  | 3 | 1 | 1 | 31 | 11 | +20 | 7  |
| 4.   | Spagna        | 5  | 2 | 0 | 3 | 15 | 33 | -18 | 4  |
| 5.   | Australia     | 5  | 1 | 0 | 4 | 17 | 37 | -20 | 2  |
| 6.   | Nuova Zelanda | 5  | 0 | 0 | 5 | 2  | 64 | -62 | 0  |

### Gruppo B
| Pos. |                     | PG | V | N | P | GF | GS | DR  | Pt |
| 1.   | Estonia             | 5  | 5 | 0 | 0 | 46 | 8  | +38 | 10 |
| 2.   | Croazia             | 5  | 3 | 0 | 2 | 22 | 15 | +7  | 6  |
| 3.   | Corea del Sud       | 5  | 2 | 1 | 2 | 20 | 15 | +5  | 5  |
| 4.   | Serbia e Montenegro | 5  | 2 | 1 | 2 | 14 | 16 | -2  | 5  |
| 5.   | Messico             | 5  | 1 | 0 | 4 | 11 | 40 | -29 | 2  |
| 6.   | Cina                | 5  | 1 | 0 | 4 | 12 | 31 | -19 | 2  |

| Promosse in Prima Divisione:   | Regno Unito   | Estonia |
| Retrocesse in Terza Divisione: | Nuova Zelanda | Cina    |

## Terza Divisione
Il Campionato di Terza Divisione si è svolto si è svolto in un unico girone all'italiana ad Elektrėnai e a Kaunas, in Lituania, fra il 3 e il 9 gennaio 2006:
| Pos. |          | PG | V | N | P | GF | GS  | DR   | Pt |
| 1.   | Lituania | 4  | 4 | 0 | 0 | 81 | 3   | +78  | 8  |
| 2.   | Islanda  | 4  | 3 | 0 | 1 | 79 | 6   | +73  | 6  |
| 3.   | Turchia  | 4  | 2 | 0 | 2 | 35 | 40  | -5   | 4  |
| 4.   | Bulgaria | 4  | 1 | 0 | 3 | 26 | 32  | -6   | 2  |
| 5.   | Armenia  | 4  | 0 | 0 | 4 | 6  | 146 | -140 | 0  |

| Promosse in Seconda Divisione:      | Lituania      | Islanda |
| Retrocesse dalla Seconda Divisione: | Nuova Zelanda | Cina    |